# Peugeot 204
Peugeot 204 — компактний автомобіль, що випускався французьким автовиробником Peugeot з 1965 по 1976 рік.
Дизайн автомобіля, під кодовою назвою «проект D 12», розроблений ательє Pininfarina. На відміну від консервативних Peugeot 403 та Peugeot 404 компактний 204 був технічно дуже прогресивний, це перший автомобіль Peugeot, який отримав передній привод з поперечним розташуванням двигуна, незалежною підвіскою всіх коліс і передніми дисковими гальмами.
В 1968 році дебютував дизельний варіант з двигуном об'ємом 1255 см³ і потужністю 40 к.с. (29 кВт), на той час це був найменший дизельний двигун у світі, що встановлювався на легковий автомобіль.
Peugeot 204 вперше був представлений у Парижі 23 квітня 1965 року і був найбільш продаваним автомобілем у Франції в період з 1969 по 1971 рік. Всього виготовили 1 604 296 автомобілів.

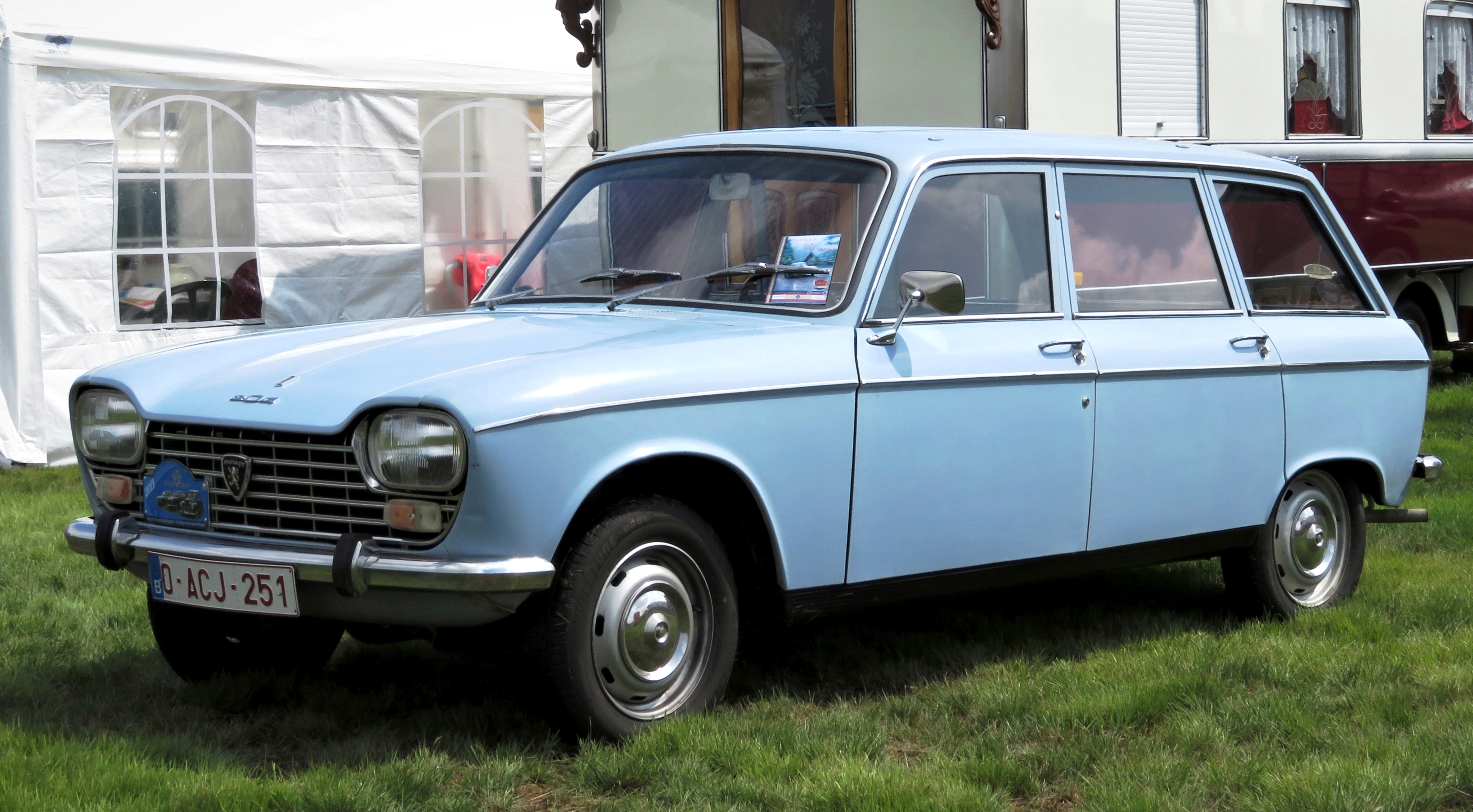
Peugeot 204 Break
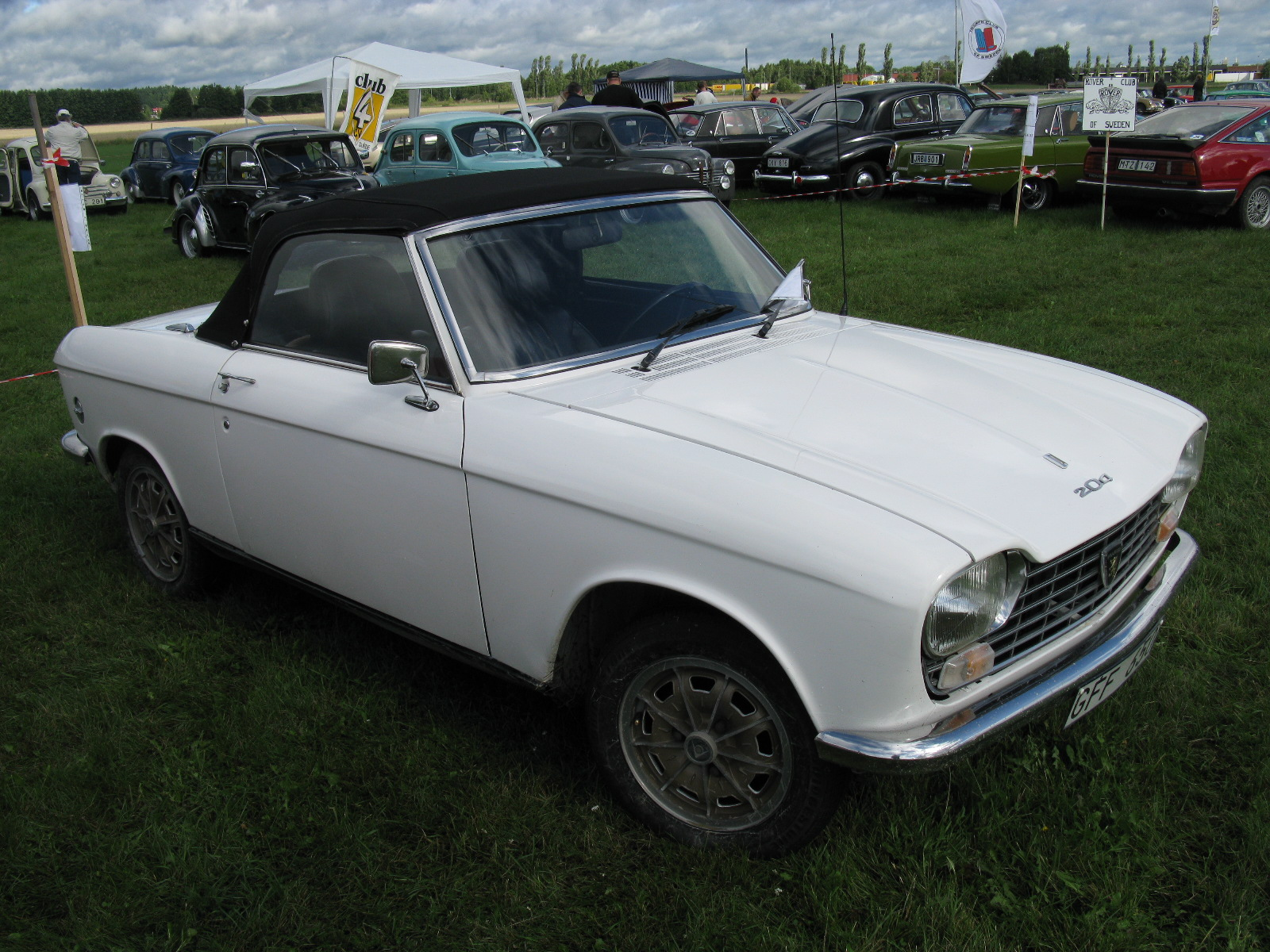
Peugeot 204 Cabriolet
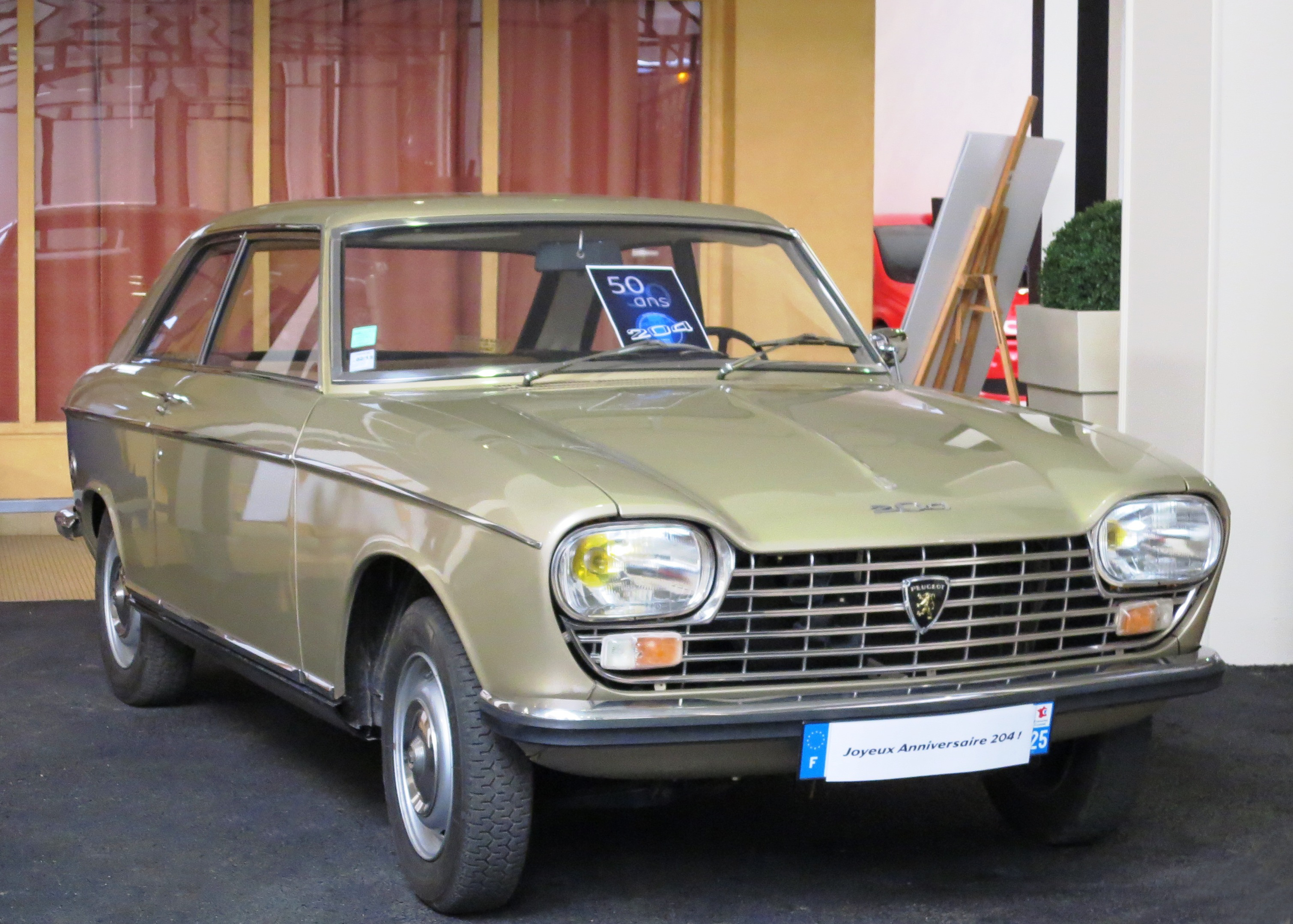
Peugeot 204 Coupe

## Двигуни
- 1.1 L I4
- 1.3 L diesel I4 1968–1973
- 1.4 L diesel I4 1973–1976